# Interazione debole
In fisica l'interazione debole (chiamata anche per ragioni storiche forza debole o forza nucleare debole) è una delle quattro interazioni fondamentali. È alla base del decadimento radioattivo degli atomi.
L'interazione debole agisce tra leptoni e quark (interazioni semileptoniche), tra soli leptoni (interazioni leptoniche) e tra soli quark (interazioni non leptoniche) attraverso lo scambio dei bosoni W e Z, bosoni vettoriali dotati di massa. È la sola interazione che interviene sui neutrini, i quali non posseggono né carica elettrica, né carica di colore, e hanno massa tanto piccola che la gravità è trascurabile.
A determinati livelli di energia l'interazione debole è unificata a quella elettromagnetica in un'unica interazione detta elettrodebole.

## Storia
Il primo prototipo di una teoria dell'interazione debole è la teoria di Fermi del 1933. Questa teoria spiegava il decadimento beta in analogia con l'interazione elettromagnetica, cioè come un'interazione puntiforme di quattro fermioni, con una costante di accoppiamento detta costante di Fermi. Le transizioni delle particelle sono descritte in termini di correnti vettoriali, proprio come per l'elettromagnetismo, con la differenza che nel caso debole esse hanno una variazione di carica elettrica.
Tuttavia, la scoperta della violazione di parità osservata nell'esperimento di Wu rese necessario modificare la teoria. In seguito si giunse alla conclusione che l'interazione debole non sia un'interazione di contatto, ma piuttosto un'interazione di corto raggio mediata da particelle con breve vita media, i bosoni W. La scoperta di questi ultimi, avvenuta nel 1983, diede la conferma sperimentale della teoria.

## Proprietà

Un diagramma che raffigura i modi di decadimento dovuto all'interazione debole carica e una misura della loro probabilità. L'intensità delle linee dipende dai parametri CKM.

### Processi deboli
L'interazione debole carica elettricamente è unica per due motivi: è l'unica interazione che può cambiare il sapore di quark e leptoni, cioè può cambiare un tipo di quark in un altro, e l'unica interazione che viola la simmetria di parità e la simmetria CP. Infine, sia le interazioni neutre sia quelle cariche agiscono tramite particelle mediatrici (bosoni di gauge) massive, caratteristica unica spiegata dal meccanismo di Higgs nell'ambito del modello standard. A causa della loro grande massa (approssimativamente 90 GeV/c2) questi mediatori, detti bosoni W e Z, hanno una breve vita media minore di 1×10−24 s.
L'interazione debole ha una costante di accoppiamento (una quantità indicatrice di quanto frequentemente accadono le interazioni) tra 1×10−7 e 1×10−6, da confrontare la costante elettromagnetica di circa 1×10−2 e la costante dell'interazione forte di 1; questo confronto spiega il termine "debole". L'interazione debole ha un raggio efficace molto piccolo (da 1×10−17 a 1×10−16 m o equivalentemente da 0,01 a 0,1 fm). A distanze come 1×10−18 m (0,001 fm), l'interazione debole ha un'intensità di un modulo simile alla forza elettromagnetica, ma questo inizia a diminuire esponenzialmente con l'aumento della distanza. A un ordine di grandezza e mezzo in più, a una distanza di circa 3×10−17 m, l'interazione debole diventa 10000 volte più debole.
L'interazione debole influenza tutti i fermioni del modello standard, e pure il bosone di Higgs; i neutrini interagiscono solo attraverso la gravità e l'interazione debole. L'interazione debole non produce stati legati per cui non ha un'energia di legame - qualcosa che la gravità fa su scala astronomica, che la forza elettromagnetica fa a livello molecolare e atomico, e che la forza forte fa solo a livello subatomico, all'interno dei nuclei.
Il suo effetto più evidente è dovuto alla sua prima caratteristica unica: l'interazione debole carica provoca un cambiamento di sapore. Per esempio, un neutrone è più pesante di un protone (il suo compagno nucleone), e può decadere in un protone cambiando il sapore (o tipo) di uno dei suoi due quark down in un quark up. Né l'interazione forte né l'elettromagnetismo permettono il cambiamento di sapore, quindi questo procede per decadimento debole; senza decadimento debole, anche le proprietà dei quark come la stranezza e il charm (associate rispettivamente al quark strange e al quark charm) sarebbero conservate attraverso tutte le interazioni.
Tutti i mesoni sono instabili per via del decadimento debole. Nel processo chiamato decadimento beta, un quark down all'interno dei neutroni può diventare un quark up emettendo un bosone W che si converte a sua volta in un elettrone e in un antineutrino elettronico. Un altro esempio è la cattura elettronica, una variante comune del decadimento radioattivo, in cui un protone e un elettrone all'interno di un atomo interagiscono e producono un neutrone con emissione di un neutrino elettronico.
Per via delle grandi masse dei bosoni W, le trasformazioni o i decadimenti delle particelle (i cambiamenti di sapore) che dipendono dall'interazione debole tipicamente avvengono molto più lentamente che i medesimi processi che coinvolgono le interazioni forti e elettromagnetiche. Ad esempio, un pione neutro decade elettromagneticamente, e ha una vita media solamente di 1×10−16 s; per confronto, un pione carico, che può decadere solo debolmente, ha una vita media di 1×10−8 s, 100 milioni di volte maggiore di quella del pione neutro. Un esempio particolarmente estremo è il tempo di decadimento debole di un neutrone libero che è circa 15 minuti.

### Isospin debole e ipercarica debole
| Generazione 1        | Generazione 1 | Generazione 1  | Generazione 2    | Generazione 2 | Generazione 2  | Generazione 3     | Generazione 3 | Generazione 3  |
| Fermione             | Simbolo       | Isospin debole | Fermione         | Simbolo       | Isospin debole | Fermione          | Simbolo       | Isospin debole |
| -------------------- | ------------- | -------------- | ---------------- | ------------- | -------------- | ----------------- | ------------- | -------------- |
| Neutrino elettronico | νe            | + 1/2          | Neutrino muonico | νμ            | + 1/2          | Neutrino tauonico | ντ            | + 1/2          |
| Elettrone            | e−            | − 1/2          | Muone            | μ−            | − 1/2          | Tauone            | τ−            | − 1/2          |
| Quark up             | u             | + 1/2          | Quark charm      | c             | + 1/2          | Quark top         | t             | + 1/2          |
| Quark down           | d             | − 1/2          | Quark strange    | s             | − 1/2          | Quark bottom      | b             | − 1/2          |

Tutte le particelle hanno una proprietà detta isospin debole e indicata con {\displaystyle T_{3}}, che serve come numero quantico che regola le interazioni delle particelle con i bosoni W± della forza debole. L'isospin debole gioca lo stesso ruolo che gioca la carica elettrica nell'elettromagnetismo, e la carica di colore nell'interazione forte; la grandezza equivalente per le interazioni con lo Z è detta carica debole. Tutti i fermioni sinistrorsi hanno isospin debole pari a + 1/2 o − 1/2; mentre tutti i fermioni destrorsi hanno isospin debole 0. Ad esempio, il quark up ha {\displaystyle T_{3}=+1/2}  mentre il quark down {\displaystyle T_{3}=-1/2}. Un quark non decade mai debolmente in un quark con lo stesso  {\displaystyle T_{3}}: i quark con {\displaystyle T_{3}=1/2} decadono in quark con {\displaystyle T_{3}=-1/2} e viceversa.

Decadimento del tramite l'interazione debole

In ogni interazione, l'isospin debole è conservato: la somma dei numeri di isospin delle particelle che entrano nell'interazione è uguale alla somma dei numeri delle particelle che escono da quell'interazione. Ad esempio, un π+, con isospin +1 normalmente decade in un νμ  (con {\displaystyle T_{3}=+1/2}) e μ+ (antiparticella con {\displaystyle T_{3}=+1/2}).
Per lo sviluppo della teoria elettrodebole, è stata creata una nuova quantità, detta ipercarica debole, definita come:
{\displaystyle Y_{\text{W}}=2\,\left(\,Q-T_{3}\,\right)~,}
dove {\displaystyle Y_{\text{W}}} è l'ipercarica debole di una particella con carica elettrica {\displaystyle Q} (in unità di carica elementare) e isospin debole {\displaystyle T_{3}}. L'ipercarica debole è il generatore della componente U(1) del gruppo di gauge elettrodebole, mentre alcune particelle hanno un isospin debole di zero, tutte le particelle con spin 1/2 hanno un'ipercarica non nulla.

## Tipi di interazione
Ci sono due tipi di interazione debole (chiamati, nel linguaggio del modello standard, vertici). Il primo tipo è chiamato "interazione a corrente carica" perché è mediata da particelle dotate di carica elettrica (i bosoni W+ e W−). Essa è responsabile del decadimento beta. Il secondo tipo è chiamato "interazione a corrente neutra" perché è mediata da una particella neutra, il bosone Z0. È responsabile della (rara) deflessione dei neutrini. I due tipi di interazione seguono regole di selezione differenti.

### Interazione a corrente carica

Diagramma di Feynman che rappresenta il decadimento beta negativo: un neutrone "udd" si trasforma in un protone "udu" attraverso l'emissione di un bosone, che a sua volta si scinde in un elettrone e in un antineutrino elettronico

In un tipo di interazione a corrente carica, un leptone carico (ad esempio un elettrone o un muone, aventi una carica di −1) possono assorbire un bosone W+ (una particella con carica +1) e possono pertanto convertirsi nel corrispondente neutrino (con carica 0), dove il tipo ("sapore") di neutrino (elettronico, muonico o tauonico) dipende dal tipo di leptone nell'interazione, ad esempio:
{\displaystyle \mu ^{-}+W^{+}\to \nu _{\mu }}
Similmente, un quark di tipo down (d, con carica −1⁄3) può essere convertito in un quark di tipo up (u, con carica +2⁄3), emettendo un bosone W− o assorbendo un bosone W+. Più precisamente, il quark di tipo down diventa una sovrapposizione di quark di tipo up: questo vuol dire che ha una probabilità di diventare uno qualsiasi dei tre quark di tipo up, con le probabilità determinate dalla matrice CKM. Al contrario, un quark di tipo up può emettere un bosone W+, o assorbire un bosone W−, e pertanto essere convertito in un quark di tipo down, per esempio:
{\displaystyle {\begin{aligned}d&\to u+W^{-}\\d+W^{+}&\to u\\c&\to s+W^{+}\\c+W^{-}&\to s\end{aligned}}}
I bosoni W sono instabili, con una vita media molto breve, quindi decadranno rapidamente. Per esempio:
{\displaystyle {\begin{aligned}W^{-}&\to e^{-}+{\bar {\nu }}_{e}~\\W^{+}&\to e^{+}+\nu _{e}~\end{aligned}}}
I bosoni W possono decadere, con probabilità variabili, anche in altri prodotti.
Nel cosiddetto decadimento beta di un neutrone (in figura), un quark down all'interno del neutrone emette un bosone W− virtuale e si converte in un quark up, provocando la conversione del neutrone in un protone. A causa dell'energia coinvolta nel processo (ovvero la differenza di massa tra il quark down e il quark up), il bosone W− può convertirsi solamente in un elettrone e in un antineutrino elettronico. A livello dei quark il processo può essere rappresentato come segue:
{\displaystyle d\to u+e^{-}+{\bar {\nu }}_{e}~}

### Interazione a corrente neutra
Nelle interazione a corrente (debole) neutra, un quark o un leptone (ad esempio, un elettrone o un muone) emette o assorbe un bosone Z neutro. Per esempio:
{\displaystyle e^{-}\to e^{-}+Z^{0}}
Come i bosoni W±, anche il bosone Z0 decade rapidamente, ad esempio:
{\displaystyle Z^{0}\to b+{\bar {b}}}
A differenza dell'interazione a corrente carica, le cui regole di selezione sono strettamente limitate dalla chiralità, dalla carica elettrica, e dall'isospin debole /, l'interazione a corrente neutra portata dallo Z0 può causare la deflessione di due fermioni qualunque del modello standard: sia particelle, sia antiparticelle, con qualsiasi carica elettrica, e con qualsiasi chiralità, anche se la forza dell'interazione varia.

## Violazione delle simmetrie

### Violazione della simmetria P
Si è a lungo pensato che le leggi della natura rimanessero le stesse sotto l'azione di quella che oggi è chiamata simmetria P o parità, la quale consiste nell'invertire tutti gli assi spaziali (detto più banalmente, consiste nell'invertire la destra con la sinistra e viceversa). Si credeva che questa fosse una legge universale e dagli esperimenti risultava che le leggi della gravità e dell'elettromagnetismo la rispettassero: infatti, se di un apparato sperimentale che produce un determinato risultato si costruisce una copia identica, ma speculare, quest'ultima dovrebbe fornire lo stesso risultato del primo apparato.
Nel 1956, Yang e Lee proposero che l'interazione debole potesse violare questa simmetria. Lee e Yang avanzarono questa ipotesi per spiegare il cosiddetto puzzle θ - τ che coinvolgeva due particelle apparentemente identiche ma con modi di decadimento di cui uno violava la parità e uno no. Si scoprì infine che erano in realtà la stessa particella, poi identificata con il kaone carico.
La conferma sperimentale della violazione di parità giunse nel 1957, con l'esperimento di Wu e dei suoi collaboratori, facendo vincere, quello stesso anno, a Yang e Lee il premio Nobel per la fisica. Da questo esperimento, emerge come solo neutrini sinistrorsi e antineutrini destrorsi siano coinvolti nell'interazione debole. L'assenza di antineutrini sinistrorsi e neutrini destrorsi è una chiara violazione della parità. Ma anche la coniugazione di carica risulta violata, poiché essa dovrebbe trasformare un neutrino sinistrorso in un antineutrino sinistrorso, il quale però non è soggetto all'interazione debole.
Nel 1957, Robert Marshak e George Sudarshan e, poco dopo, Richard Feynman e Murray Gell-Mann proposero la lagrangiana V - A per includere la violazione di parità. In questa teoria, l'interazione debole agisce solo sulle particelle sinistrorse e sulle corrispondenti antiparticelle destrorse, grazie all'applicazione di un'operazione di sottrazione tra un vettore e un vettore assiale o sinistrorso. Per fermioni privi di massa, le interazioni V - A ("vettoriali meno assiali") conservano l'elicità, perciò, nei processi che producono coppie di leptoni, essi emergono con elicità opposte. Invece, fermioni massivi non sono prodotti in stati puri di elicità, ma comunque gli esperimenti mostrano come elicità opposte siano favorite, uno su tutti il decadimento del pione carico, per il quale il canale
{\displaystyle \pi ^{-}\to e^{-}+\nu _{e}}
è soppresso rispetto a:
{\displaystyle \pi ^{-}\to \mu ^{-}+\nu _{\mu }}.

### Violazione di CP
Tuttavia, questa teoria permette la conservazione di una simmetria composta CP, che combina la parità P e la coniugazione di carica C (lo scambio di una particella nella sua antiparticella). Nel 1964, James Cronin e Val Fitch presentarono prove evidenti di violazione della simmetria CP nei decadimenti dei kaoni, motivo per cui vinsero il premio Nobel nel 1980. Nel 1973, Makoto Kobayashi e Toshihide Maskawa mostrarono che la violazione CP nell'interazione debole richiedeva più di due generazioni di particelle, predicendo di fatto l'esistenza di una terza generazione allora ignota. Questa scoperta valse loro metà del premio Nobel del 2008.
A differenza della violazione di parità, la violazione CP avviene raramente. Per via di ciò, si crede che sia una ragione della presenza di maggior materia rispetto all'antimateria, e costituisce una delle tre condizioni di Andrei Sakharov per la bariogenesi.

## La teoria elettrodebole
Il Modello Standard descrive la forza elettromagnetica e l'interazione debole come due aspetti di una medesima forza, l'interazione elettrodebole, la cui descrizione teorica è stata formulata intorno al 1968 da Glashow, Salam e Weinberg, i quali ricevettero per tale lavoro il premio Nobel per la fisica nel 1979.
Secondo la teoria elettrodebole, ad energie molto alte, verificatesi per pochi istanti dopo il Big Bang, l'universo possiede quattro campi vettoriali relativi a un'unica forza elettrodebole, espressi da quattro bosoni di gauge privi di massa, e un campo scalare detto campo di Higgs. Al di sotto di un certo livello di energia, il meccanismo di Higgs determina per il campo di Higgs una rottura spontanea di simmetria, che produce tre bosoni di Goldstone, i quali vengono assimilati da tre dei quattro campi elettrodeboli, fornendo loro la massa. I tre campi massivi diventano i bosoni W e Z dell'interazione debole, mentre il quarto conserva le caratteristiche iniziali ancora presenti nell'universo attuale, ed è il campo privo di massa del fotone responsabile dell'elettromagnetismo.
La teoria funziona molto bene e ha permesso la formulazione di predizioni che si sono poi dimostrate vere: una di queste è la stima della massa del bosone Z. La predizione più attesa e ormai verificata è quella relativa all'esistenza del bosone di Higgs, che rappresentava uno degli scopi per cui il Large Hadron Collider del CERN è stato costruito.

### Approfondimenti
1. ↑  A causa della sua caratteristica unica di cambiare il sapore, lo studio dell'interazione debole è talvolta chiamato in inglese quantum flavordynamics, lett. "sapordinamica quantistica", in analogia con "cromodinamica quantistica", la teoria che spiega l'interazione forte.
2. ↑  Per confronto, il raggio di carica del protone è pari a 8,3×10−16 m, o 0,83 fm
3. ↑  Il pione neutro, tuttavia, decade tramite l'elettromagnetismo e molti mesoni decadono con maggior probabilità tramite l'interazione forte, quando i loro numeri quantici lo permettono.
4. ↑  L'eccezione più nota e forse unica a questa regola è il decadimento del quark top, la cui massa supera la massa combinata del quark bottom e del bosone W, le particelle che vengono prodotto dal suo decadimento, per cui non ha un limite energetico che rallenta il processo.
5. ↑  Alcuni fermioni ipotizzati, come il neutrino sterile, avrebbero ipercarica zero – in effetti, nessun tipo di carica di gauge. L'esistenza di questo tipo di particelle è ancora un attivo campo di ricerca.
6. ↑  Gli unici fermioni con cui il bosone Z0 non interagisce sono gli ipotetici neutrini "sterili": antineutrini levogiri e neutrini destrogiri. Sono chiamati "sterili" perché non interagirebbero con nessuna della particelle del modello standard, ma rimangono un'ipotesi: non c'è ancora alcuna prova della loro esistenza.